# Râul Cenușeroaia
Râul Cenușeroaia este un curs de apă afluent al râului Limbășelu

## Hărți
- Harta Munții Baiului  Arhivat în 15 iunie 2011, la Wayback Machine.
- Harta județului Prahova